# VTEX
VTEX ist eine weltweit tätige E-Commerce-Plattform, die 2000 in Brasilien gegründet wurde. Sie bietet Unternehmen eine umfassende Software-as-a-Service-Lösung (SaaS) für Onlineshops, Marktplätze und Omnichannel-Vertriebsstrategien. Die Plattform ist insbesondere für ihre skalierbaren und anpassbaren Lösungen bekannt und wird von zahlreichen multinationalen Unternehmen genutzt.

## Geschichte
Das Unternehmen wurde im Jahr 2000 von Geraldo Thomaz und Mariano Gomide in Rio de Janeiro gegründet. Anfangs spezialisierte es sich auf E-Commerce-Software, entwickelte sich jedoch rasch zu einem der führenden Anbieter für cloudbasierte Handelslösungen. Seit 2012 expandiert der Anbieter international und hat mittlerweile Kunden in über 50 Ländern.
Im Jahr 2021 ging die Firma an die Börse und wurde an der New York Stock Exchange unter dem Tickersymbol VTEX gelistet. Der Börsengang unterstrich die wachsende Bedeutung des Unternehmens im globalen E-Commerce-Markt.

## Technologie
Die Plattform bietet folgende Hauptfunktionen:
- Headless Commerce: Trennung von Backend und Frontend, um eine flexible Benutzererfahrung zu ermöglichen.
- Marktplatz-Integration: Ermöglicht Unternehmen, ihre Produkte über verschiedene Marktplatze anzubieten oder einen eigenen Marktplatz zu betreiben.
- Omnichannel-Funktionalität: Integration von Online- und Offline-Vertriebskanälen, z. B. Click-and-Collect.
- Machine Learning und KI: Tools zur Personalisierung und Optimierung von Kundenerlebnissen.
- Modularer Aufbau: Anpassbare Module, die an spezifische Anforderungen angepasst werden können.

Die Technologie basiert auf einer Multi-Tenant-Architektur, die es ermöglicht, mehrere Kunden gleichzeitig mit hoher Leistung und Sicherheit zu bedienen. Sie verwendet zudem Microservices-Technologie, um Flexibilität und Skalierbarkeit zu gewährleisten.

## Kunden und Branchen
Die Plattform wird von Kunden in verschiedenen Branchen genutzt, darunter Einzelhandel, Mode, Elektronik und Lebensmitteleinzelhandel. Zu den bekanntesten Nutzern zählen Unternehmen wie Coca-Cola, Samsung, Nestlé, Levi’s und Obi.
Die Lösung eignet sich sowohl für kleine Unternehmen, die in den Online-Handel einsteigen möchten, als auch für große, etablierte Konzerne, die komplexe Handelslösungen benötigen.

## Auszeichnungen
Das Unternehmen wurde mehrfach von Branchenanalysten wie Gartner und Forrester Research als einer der führenden Anbieter im Bereich E-Commerce ausgezeichnet. 2020 wurde die Firma in den Gartner Magic Quadrant for Digital Commerce aufgenommen und als Visionary eingestuft.